# 三和村 (福島県石城郡)
三和村（みわむら）とは、福島県石城郡にあった村。

## 概要
現在のいわき市の北西部に位置し、村内の殆どを山地が占めているため、いわき市を構成する旧市町村の中では面積が最大であった。
村の中央部を好間川が東西に流れ、平地や集落は好間川沿いやその支流沿いに細長く形成されている。国道49号も好間川に沿って通っている。産業は農業や林業が盛ん。また東部にある水石山の水石山公園が観光名所となっている。
現在はいわき市三和町○○と表記される。

## 地理
- 山：水石山、鶴石山、馬場山、雨降山、芝山、塩見山、一本山毛欅
- 河川：好間川、小玉川、三坂川

## 歴史
- 1955年 - 沢渡村・永戸村・三阪村が合併し三和村となる。
- 1966年 - 磐城市・内郷市・常磐市・平市・勿来市・小川町・遠野町・久之浜町・四倉町・大久村・川前村・田人村・好間村との合併によりいわき市が誕生。

## 交通
道路
- 国道49号

## 観光
- 水石山公園